# Haplodiscus weldoni
Haplodiscus weldoni är en plattmaskart som beskrevs av Böhmig 1895. Haplodiscus weldoni ingår i släktet Haplodiscus och familjen Convolutidae. Inga underarter finns listade i Catalogue of Life.